# Nénékhaly Condetto-Camara
Pour les articles homonymes, voir Camara.

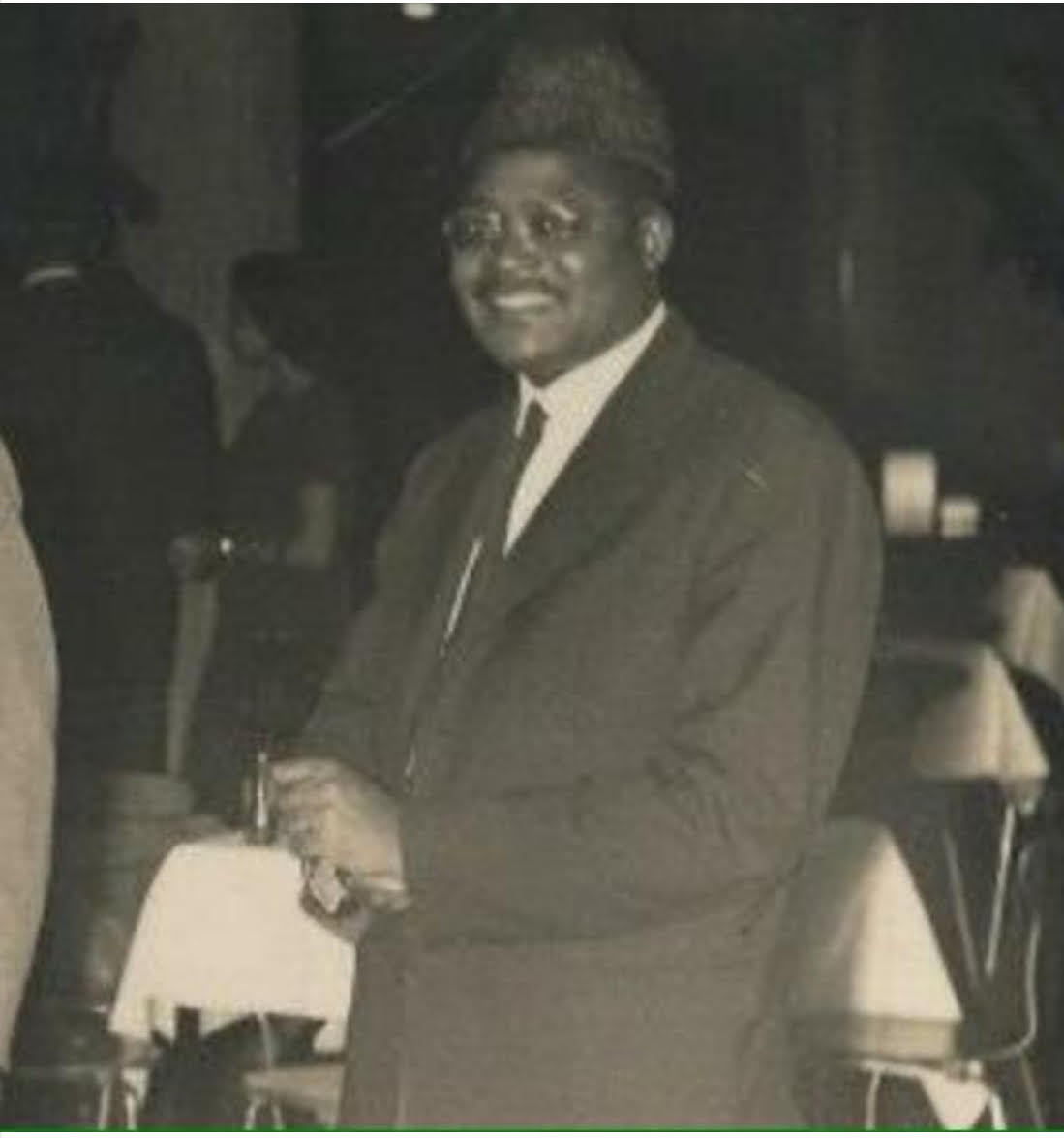

Nénékhaly-Condetto Camara, né le 10 septembre 1930 à Beyla et mort le 22 juillet 1972 à Conakry, est un écrivain, poète, dramaturge, essayiste, sociologue, anthropologue, ethnologue et homme politique guinéen,.
Ministre de la recherche scientifique et de la documentation de 1970 à sa mort.
Ancien responsable de l’union générale des étudiants d’Afrique noire en France et de la fédération des étudiants d’Afrique occidentale en France.

## Biographie et études
Nénékhaly-Condetto Camara né le 10 septembre 1930 à Beyla en Guinée forestière, il est d'une fratrie de cinq enfants dont il est le seul garçon. Fils de Ibrahima Nénékhaly-Camara, médecin originaire du village de Koké dans Forécariah et de Rosine de Souza, d'origine béninoise.Après des études primaires et secondaires au Bénin, Nènèkhaly Condetto part pour le Sénégal, où il réussira un baccalauréat série Philosophie, se préparant ainsi à aborder l'enseignement supérieur.
A Paris, il obtient en 1957, une double licence de lettres modernes et d'Anglais et en 1959, à l'institut d'ethnologie de Paris, il réussira son diplôme de fin d'études supérieures en philosophie.
Nénékhaly-Condetto revient au Sénégal, à l'appel de l'institut des hautes études de Dakar créé uniquement pour soustraire les jeunes étudiants Africains en Europe aux influences des milieux progressistes de la métropole, à une époque où le colonialisme cédait aux pressions des forces progressistes Africains. Il sera actif dans la lutte politique et syndicale pour l’émancipation et l’indépendance de l’Afrique. Connu dans les rangs de l'Union démocratique sénégalaise (UDS) il est l'un des promoteurs du syndicalisme estudiantin à Dakar.
Nénékhaly Condetto œuvre ainsi au raffermissement des liens de solidarité entre les étudiants africains et les unions estudiantines progressistes du monde.
C'est dans ce cadre qu'en 1954, il effectuera un voyage d'études qui le mènera successivement en Chine populaire, au Vietnam, en Pologne et en Union Soviétique où deux ans plus tard, il est délégué au forum estudiantin de Moscou.
De 1954 en 1957, il est animateur d'émissions radio sur le jazz et la musique Afro-Cubaine à Radio-Dakar au Sénégal.

## Parcours politique
En juin 1962, le guide de la révolution guinéenne Ahmed Sékou Touré, le nomme secrétaire général de la présidence, en remplacement de Nabi Youla, puis ministre de la recherche scientifique et à la documentation en 1969.
Nénékhaly est secrétaire permanent de la commission de l’Unesco en Guinée, il a participé à de nombreuses conférences interafricaines notamment les réunions de l'OUA, de l’OERS et de l’organisation de la solidarité Afro-asiatique.
Sa participation a été particulièrement remarquée et appréciée lors de son intervention au Congrès culturel de la Havane et procès de la négritude en 1969. Il y développera un discours sous le thème de la conscience révolutionnaire, idéologie et culture. En 1971, il fut celui qui a organisé la première conférence scientifique à Foulaya, Kindia en Guinée.
De 1970 à son déces, il occupait le poste de ministre secrétaire d'état à la recherche scientifique et à la documentation.

## Parcours littéraire et scientifique
Nénékhaly a effectué différents stages au Musée de l'Homme à Paris , qui lui ont permis d’acquérir une formation scientifique dont les acquis seront mis au service de la réhabilitation de l’art et de la culture africaine. Ses conférences et ses interventions lors de débats et plusieurs de ses essais sur les thèmes d’actualité sont régulièrement publiés dans les revues les plus citées de l’époque, telles que Les Lettres françaises, Présence africaine, Esprit, pensée et souffles.
Auteur d'essais et d’un recueil de poèmes notamment Lagunes qui fut réédité par l’Académie de la poésie française.
Nénékhaly a créé deux pièces, notamment Continent Afrique et Amazoulou qui ont été publiées en France en 1970 et traduites en anglais en 1975. Amazoulou était un drame épique sur le roi zoulou Chaka,.
Entre 1958 et 1959 , Nénékhaly prendra une part active à la mission de fouilles archéologiques au Tchad en compagnie des savants des civilisations anciennes dont le professeur Jean-Paul Lebeuf. En 1960 , il participera également à la fouille pionnière dans la Marne à Mesnil-sur-Oger, aux côtés du professeur André Leroi-Gourhan,. Cette fouille scientifique est réalisée conjointement avec M. Brézillon et G. Bailloud. Elle connaîtra un grand retentissement du fait de la méthode de l'hypogée néolithique.
En 1959, il revient en Guinée où il est nommé assistant de direction à l'institut de recherche et de documentation (INRDG), chargé du département Ethnologie, Sociologie, Préhistoire et Archéologie. Ce dernier sera rattaché à la présidence de la république.

## Mort
Nénékhaly décéde le 22 juillet 1972 à Conakry, d’une crise cardiaque. La nouvelle de son décès sera reprise dans les colonnes du The New York Times. Nénékhaly a laissé trois filles, notamment Azizah, Leilah et Djamilah.

## Postérité
A son décès, un hommage national lui sera rendu en Guinée. En mémoire de ses œuvres et actions, l’institut de recherche en Biologie appliquée de Guinée Kindia ont été baptisés en son nom, ainsi qu’ un quartier de Conakry, (Dabondy 3),un établissement primaire publique,et une école franco-arabe.

## Publication
- 1970 : Continent Afrique suivie d'Amazoulou, édité par P. J. Oswald Editeur (France).